# Rebouças (kommun i Brasilien)
Rebouças är en kommun i Brasilien.   Den ligger i delstaten Paraná, i den södra delen av landet, 1 100 km söder om huvudstaden Brasília. Antalet invånare är 14 176.
I omgivningarna runt Rebouças växer huvudsakligen savannskog. Runt Rebouças är det glesbefolkat, med 11 invånare per kvadratkilometer.